# Robert Diez

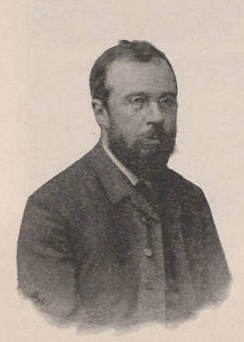
Robert Diez (vor 1909)

Robert Diez (* 20. April 1844 in Pößneck; † 7. Oktober 1922 in Dresden) war ein deutscher Bildhauer.

## Leben

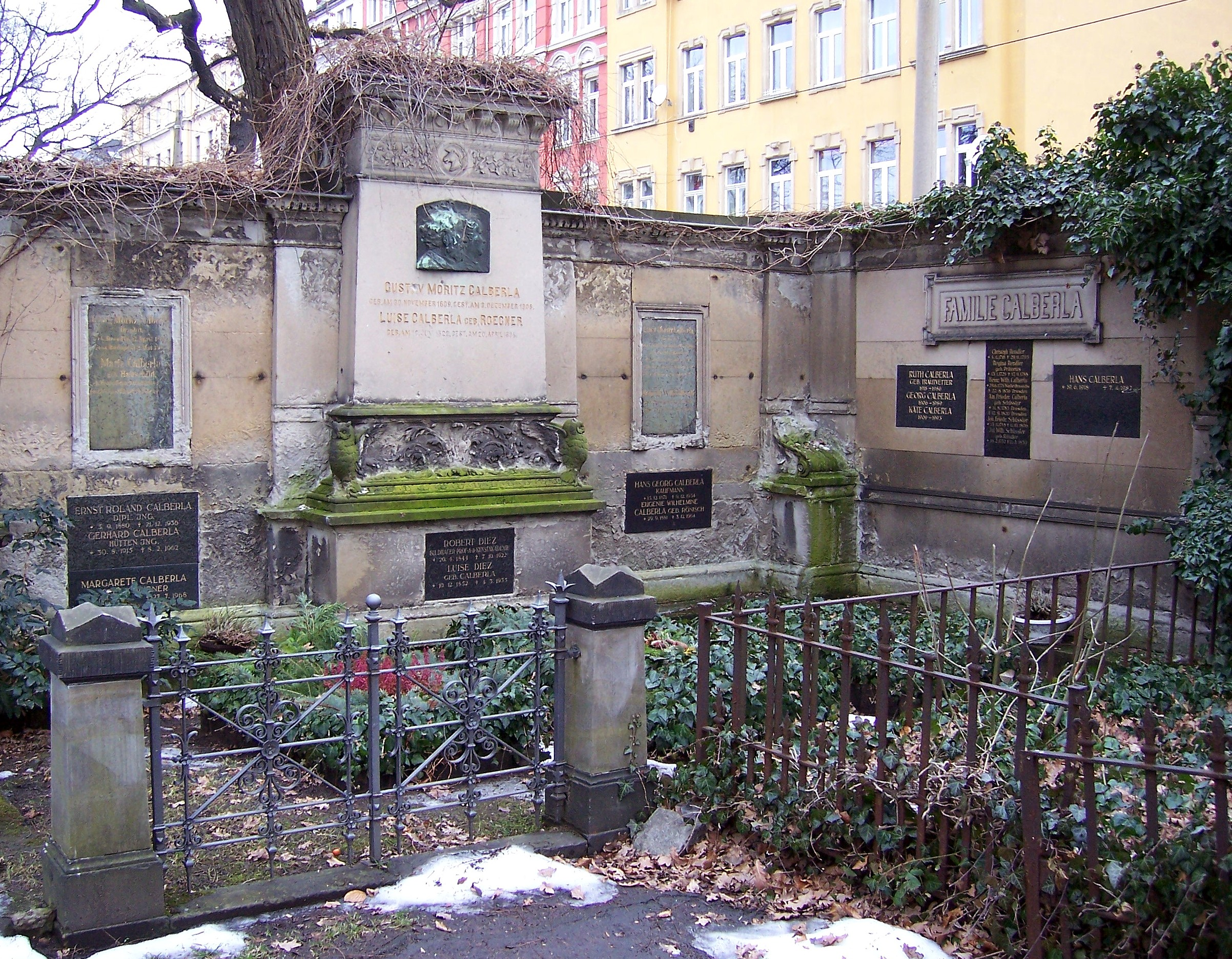
Grab der Familie Carlberla und von Robert und Luise Diez auf dem Inneren Neustädter Friedhof in Dresden

Robert Diez besuchte das Gymnasium Bernhardinum in Meiningen, wo er bei seinem Onkel, dem Hofmaler Samuel Friedrich Diez lebte.
Seine künstlerische Ausbildung begann 1863 an der Dresdner Akademie der Künste, ab 1867 war er Schüler von Johannes Schilling. Ab dem Jahre 1873 arbeitete er selbständig. 1881 wurde er Ehrenmitglied der Dresdner Akademie. Diez wurde Nachfolger Hähnels im Meisteratelier für Plastik und Mitglied des Akademischen Rates, 1891 wurde er zum Professor an der Kunstakademie ernannt. 1895 heiratete Diez Luise Calberla (1852–1935), Tochter des Dresdner Kaufmanns Gustav Moritz Calberla (1809–1906) und der Luise Roegner (1822–1898), die als Sachwalterin der umfänglichen Calberla-Besitzungen fungierte. 1901 erhielt er auf der Großen Berliner Kunstausstellung eine große Goldmedaille. 1909 war er Gründungsmitglied der Künstlervereinigung Dresden. 1912 erhielt er den Rang eines Geheimen Rats und 1915 die Ehrendoktorwürde der Tierärztlichen Hochschule Dresden.
Zu seinen Meisterschülern in Dresden gehörten Ernst Barlach, Richard Daniel Fabricius und Selmar Werner.
Die Familie Diez lebte in der Calberlastraße in Loschwitz, das 1921 nach Dresden eingemeindet wurde. Sein Grab befindet sich auf dem Inneren Neustädter Friedhof in Dresden.

## Werke
- Dresden:
  - Gänsediebbrunnen. 1878 gewann die Plastik die Große Goldene Medaille der Internationalen Kunstausstellung in München. Der Brunnen steht heute in der „Weißen Gasse“, Repliken davon unter anderem in Pößneck und Dresden.
  - Bismarck-Denkmal in der Seestraße (1903)
  - Zwillingsbrunnenanlage „Stille Wasser“ und „Stürmische Wogen“ am Albertplatz
  - Bronzemedaillons am Albertinum, dem vormaligen Dresdner Zeughaus
  - Bronzeplastik „Trauernde Frau / Ruhe“ und die beiden Portraitmedaillons der Grabanlage für Felix Schweighofer auf dem Ev.-Luth. Johannisfriedhof in Dresden-Tolkewitz
- Braunschweig:
  - Siegesdenkmal, Entwurf von Adolf Breymann, nach dessen Tod mit der Figurengruppe „Heimkehr des Kriegers“ von Robert Diez 1881 vollendet, ausgeführt von Hermann Heinrich Howaldt
- Meiningen:
  - Bechsteinbrunnen, im Englischen Garten, 1909 dem Märchendichter Ludwig Bechstein gewidmet.

## Bildergalerie

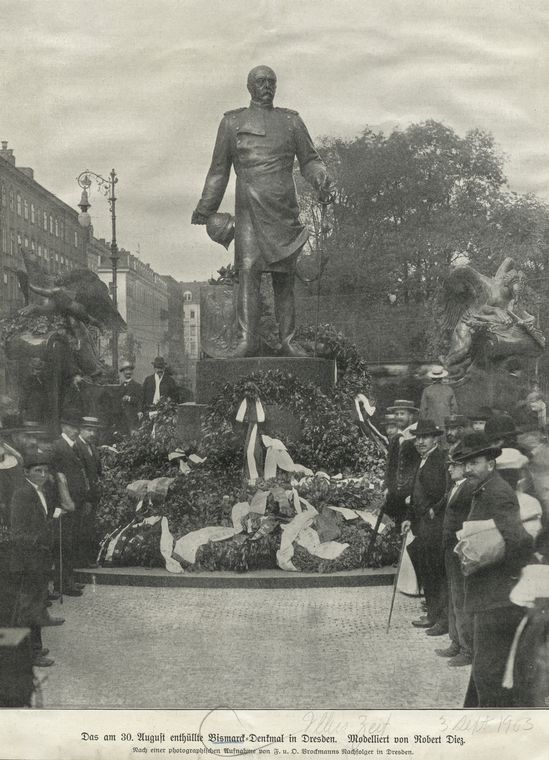
Dresden: Enthüllung des Bismarck-Denkmals
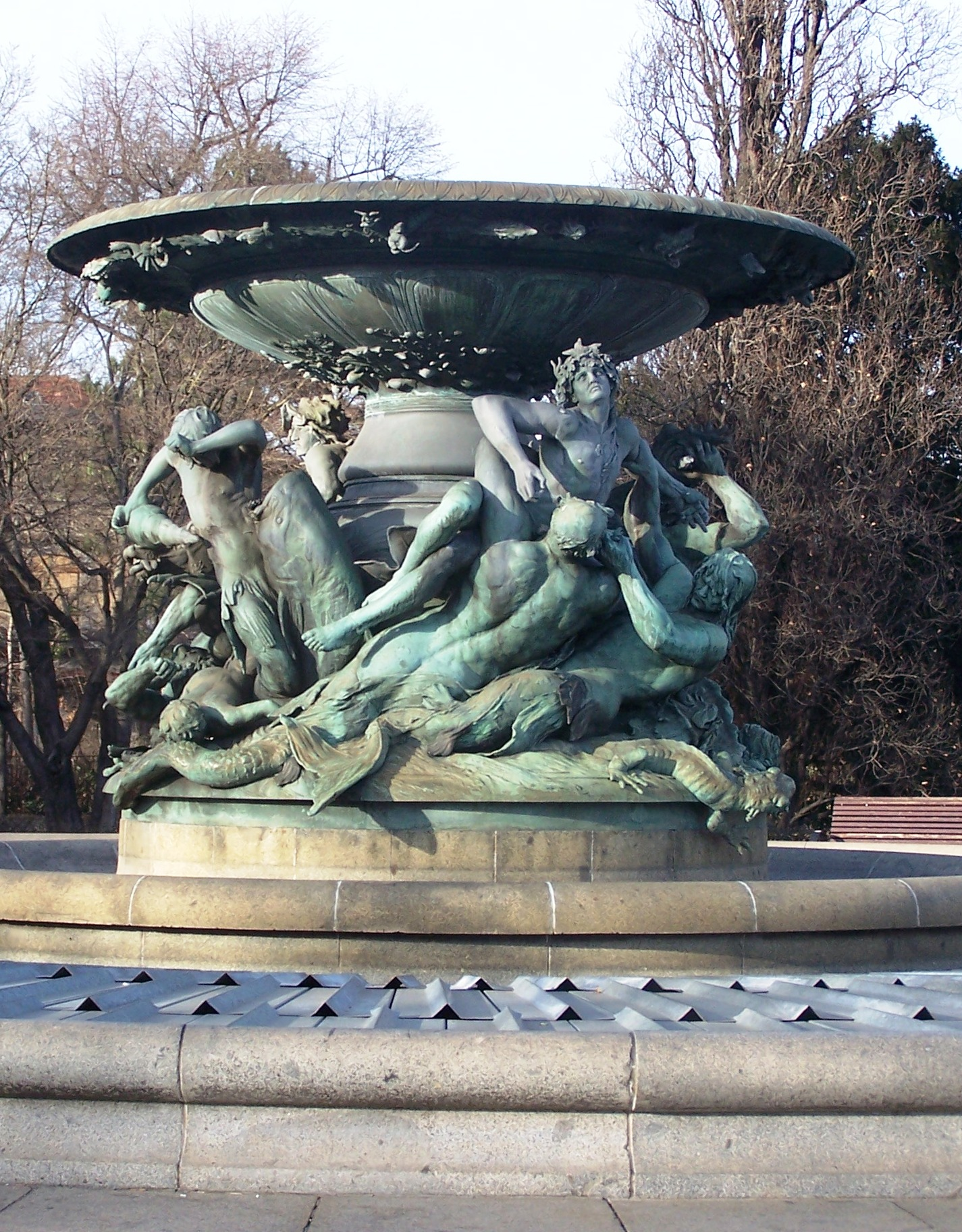
Dresden: Brunnen „Stürmische Wogen“
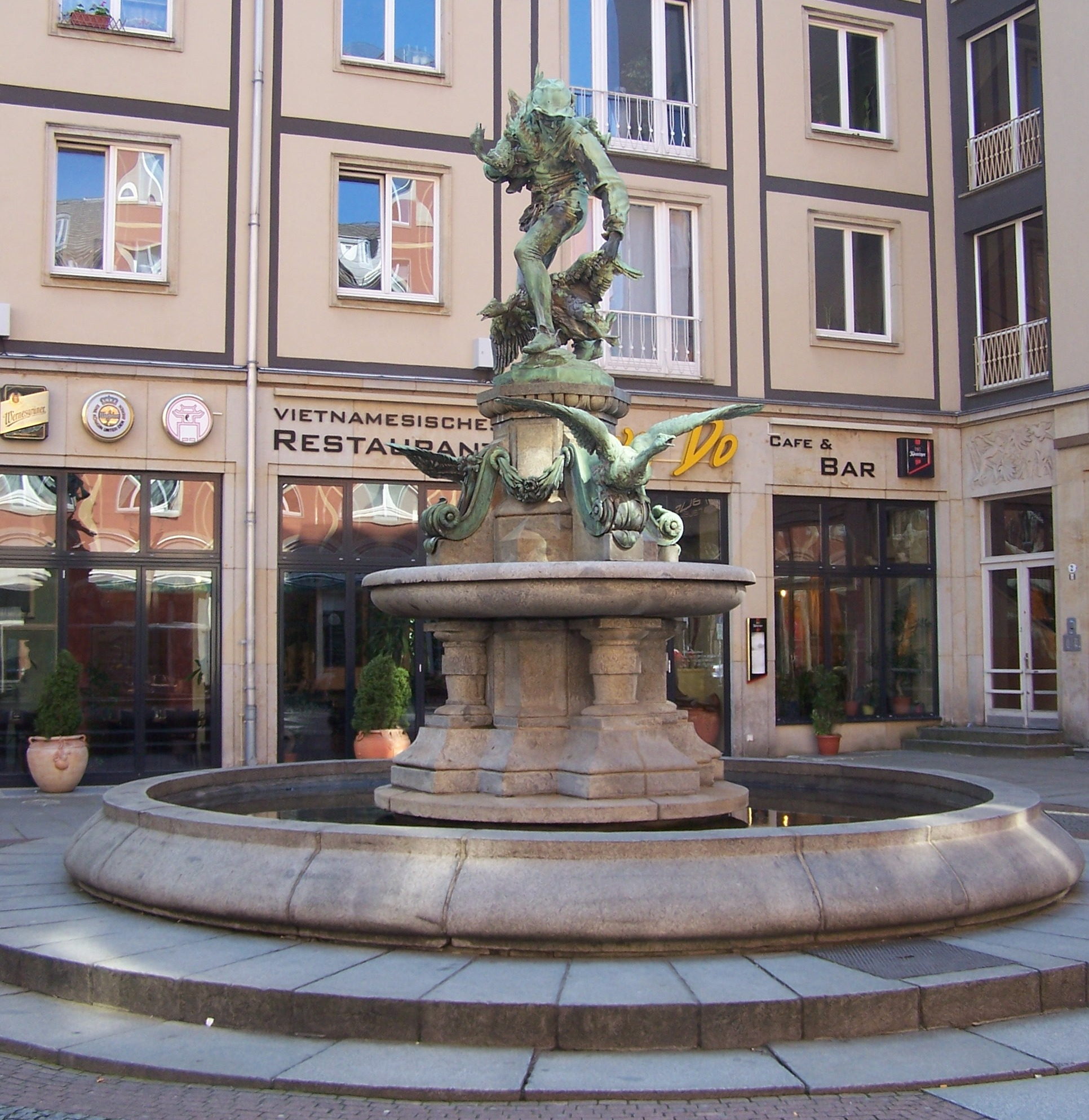
Dresden: Gänsediebbrunnen
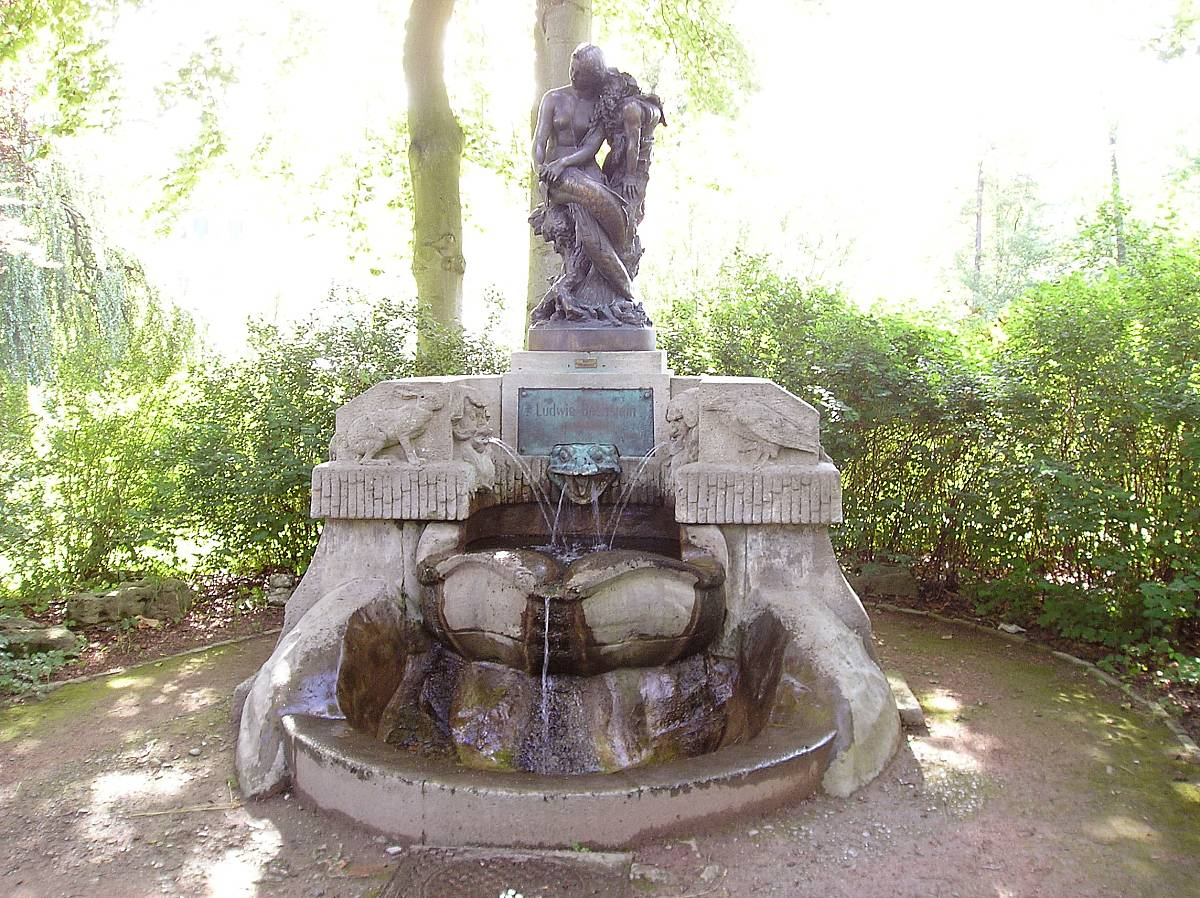
Meiningen: Bechsteinbrunnen
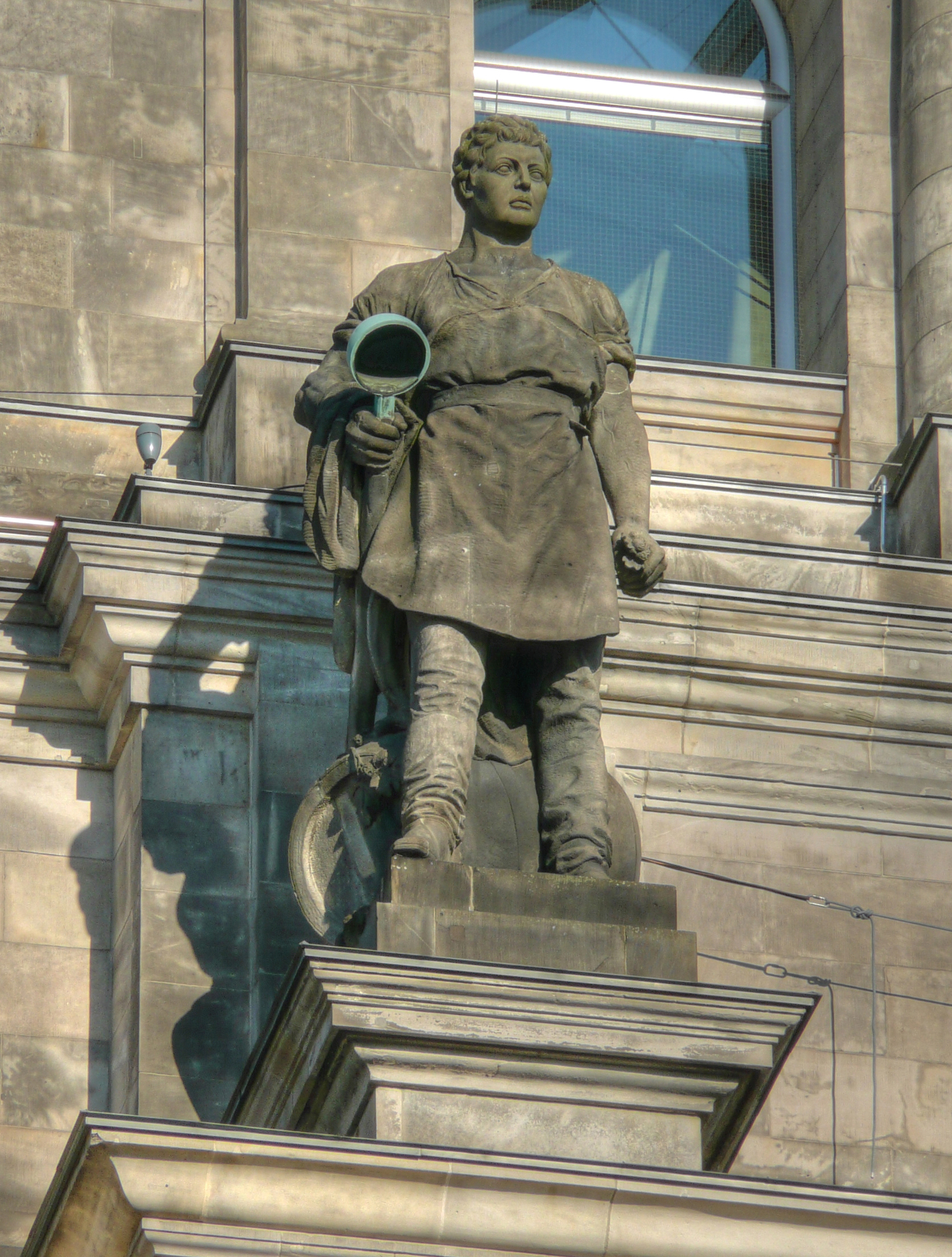
Berlin: Allegorie der Bierbrauerei am Südwestturm des Reichstagsgebäudes